# Netherlee
Netherlee is een dorp in de Schotse council East Renfrewshire in het historisch graafschap Renfrewshire in de buurt van Glasgow met een populatie van  ongeveer 4500.